# Jahja Ling
Jahja Ling (林望傑T, Lín Wàng-jiéP; Giacarta, 25 ottobre 1951) è un direttore d'orchestra e pianista cinese con cittadinanza statunitense.
Dal 2004 al 2017 è stato direttore musicale e direttore d'orchestra della San Diego Symphony. Dopo il suo pensionamento nel 2017, ha in programma di dirigere come ospite, insegnare e fare volontariato. È di origine Cinese Fuzhou, in passato cittadino indonesiano ed ora è cittadino statunitense. È il primo e unico direttore di discendenza cinese a prestare servizio come direttore musicale di una importante orchestra statunitense.

## Biografia

### Primi anni
Nato il 25 ottobre 1951 a Giacarta, in Indonesia, iniziò a suonare il pianoforte all'età di 4 anni. Ha studiato allo Yayasan Pendidikan Musik (Indonesiano: Fondazione per l'Educazione Musicale) a Giacarta. All'età di 17 anni ricevette una borsa di studio premio Rockefeller ed andò a studiare alla Juilliard School di New York City. Alla Juilliard conseguì un master, studiò pianoforte con Mieczyslaw Munz e direzione d'orchestra con John Nelson. Passò poi a studiare direzione d'orchestra alla Yale School of Music sotto la guida di Otto-Werner Mueller e conseguì un dottorato in arti musicali. Era anche membro del Los Angeles Philharmonic Institute come direttore d'orchestra.

### Carriera
Ling è stato direttore musicale fondatore della sezione giovanile dell'Orchestra di Cleveland (1986-1993) e della sezione giovanile dell'Orchestra di San Francisco (1981-84), dove Ling fu il primo direttore musicale dal 1981 al 1984. Lui e la SFSYO furono selezionati per esibirsi per la regina Elisabetta II durante una sua visita di stato a San Francisco nel 1983. Ling è stato nel gruppo direttivo dell'Orchestra di Cleveland dal 1984 al 2005, prestando servizio come direttore residente dal 1985 al 2002.
Ling debuttò con la Cleveland Orchestra nel 1985 e ha diretto l'orchestra in 32 stagioni consecutive. È stato inoltre membro dello staff direttivo della Cleveland Orchestra per 20 anni, dal 1984 al 2005. Dal 1985 al 2002 ha lavorato come direttore in residenza, dirigendo l'orchestra in oltre 400 concerti e oltre 600 opere presso la Severance Hall, l'annuale Blossom Festival e durante le tournée. Durante il suo incarico come direttore residente Ling ha diretto il concerto annuale dell'Orchestra nel centro di Cleveland, ascoltato da oltre un milione di persone sin dalla prima presentazione nel 1990.
Per 6 stagioni, dal 2000 al 2005, Ling è stato direttore musicale del Blossom Festival ed è l'ultima persona ad aver prestato servizio con quel titolo.
Dal 1988 al 2002 Ling è stato direttore musicale della Florida Orchestra e ha portato quell'orchestra da un'orchestra di comunità ad essere una delle migliori orchestre regionali del paese.
A partire dal 2004 è stato il direttore musicale della San Diego Symphony, con un contratto iniziale di 5 anni che in seguito fu rinnovato come Green Contract. Nel 2014 annunciò che la stagione 2016-17 sarebbe stata l'ultima. Diresse il suo ultimo concerto come direttore musicale nel giugno 2017. Il suo mandato di 13 anni è il più lungo nella storia della Orchestra Sinfonica di San Diego e gli viene dato merito di aver ricostruito e rivitalizzato l'orchestra. Un punto culminante del suo incarico fu la prima apparizione dell'orchestra alla Carnegie Hall nel 2013.

### Collaborazione con altri
Nel 1980 fu premiato da Leonard Bernstein dirigendo al Tanglewood Music Center, dove Bernstein divenne uno dei suoi mentori più importanti. Nel 1987 debuttò alla Cleveland Orchestra ed apparve come solista di pianoforte con numerose orchestre statunitensi e internazionali.
Dal 1998 al 2001 è stato anche direttore artistico della Taiwan Philharmonic (poi con il nome di National Concert Hall Symphony Orchestra) e nel 2001 ha diretto la Super World Orchestra a Tokyo, composta da principali musicisti provenienti da 30 delle migliori orchestre del mondo, trasmesso su NHK. Nel 2009 ha anche diretto la World Wide Chinese Festival Orchestra con i più affermati musicisti cinesi selezionati dalle più importanti orchestre statunitensi ed europee.
Nel maggio del 2000 il suo debutto con la Saint Louis Symphony e il violoncellista Yo-Yo Ma è stato presentato nel programma ABC News in concomitanza con l'esecuzione in prima mondiale di un Concerto per violoncello composto dall'anchorman del programma 20/20 Hugh Downs.
Dal 1965 svolge attività di volontariato presso il Reformed Evangelical Ministry del Dr. Stephen Tong a Giacarta e nel 1978 Tong e Ling hanno cofondato Stephen Tong Evangelistic Ministries International, dove è stato Vice Presidente. La sua prima esibizione è stata nel concerto di inaugurazione della Cattedrale del Messia a Giacarta con la "Sinfonia n. 2 Lobgesang ed Altri pezzi", con sua moglie, Jessy Chang e la Jakarta Oratorio Society, giovedì 18 settembre 2008. Sotto STEMI, è impegnato a visitare l'Aula Simfonia Jakarta, almeno una volta all'anno. Continua a fare il volontario come vicepresidente della Stephen Tong Evangelistic Ministries International (STEMI).
Il 15 giugno 2012 Ling ha diretto il famoso concerto del 30º compleanno del pianista Lang Lang (14 giugno 1982), con la Schleswig Holstein Festival Orchestra allo O2 World di Berlino a cui hanno partecipato più di 10.000 persone e trasmesso in diretta televisiva in TV tedesca e spagnola. Lang Lang ha anche suonato con Ling e la San Diego Symphony al loro gala annuale OPUS 2012 e insieme ad un evento privato.

### Direttore ospite
È stato direttore ospite di tutte le maggiori orchestre degli Stati Uniti, comprese le orchestre sinfoniche di Baltimora, Boston, Chicago, Cleveland, Dallas, Detroit, Houston, Minneapolis, New York, Los Angeles, Pittsburgh, San Francisco, Seattle, Saint Louis, Saint Paul, Washington.
Ling è apparso come direttore ospite con la maggior parte delle orchestre di spicco in Asia, Europa e Australia, tra le quali: Adelaide Symphony, Orchestra da camera di Losanna, China Philharmonic a Pechino, Orchestra Filarmonica di Copenaghen, Orchestra Sinfonica di Canton, Orchestra Filarmonica di Hong Kong, Jakarta Symphony Orchestra, Orchestra del Gewandhaus di Lipsia, Macao Symphony Orchestra, Orchestra Filarmonica della Malaysia, MDR Symphony Orchestra di Lipsia, National Symphony Orchestra of Taiwan, Netherlands Radio Philharmonic, NDR Radio-Philharmonie in Hanover, NDR Symphony Orchestra in Amburgo, Orchestre Nationale du Capitole de Toulouse, Royal Philharmonic of London, Rundfunk-Sinfonieorchester Berlin, Scottish Chamber Orchestra, Shanghai Symphony, Orchestra Sinfonica di Singapore, Orchestra Filarmonica Reale di Stoccolma, Sydney Symphony Orchestra, Taipei City Symphony e Orchestra Sinfonica Giapponese Yomiuri.

### Vita privata
La sua religione è il protestantesimo riformato; dice che il cristianesimo lo ha per lo più ispirato a diventare così com'è. La sua conversione avvenne quando era adolescente, prima di andare negli Stati Uniti. Da allora è stato incoraggiato e confermato nella sua vocazione da Stephen Tong, il suo più vicino mentore spirituale.
Ling e la sua prima moglie, Jane, avevano due figli, Gabriel e Daniel. Lei morì di cancro nel 1998. Dopo il lutto per 3 anni della morte della sua prima moglie, prese una seconda moglie nel 2001, Jessie Chang, una pianista cristiana taiwanese; hanno due figlie.
Nel 2014 annunciò in un incontro con il consiglio di amministrazione, lo staff e i musicisti che aveva programmato di lasciare l'organizzazione dopo la stagione 2016-17. Disse: "Dopo la stagione 2016-17, non vedo l'ora di continuare a dirigere come ospite in tutto il mondo, trasmettendo le grandi tradizioni musicali alla prossima generazione, insegnando e continuando il mio lavoro di volontariato nella missione cristiana".

## Registrazioni
Le registrazioni di Jahja Ling comprendono una serie di lavori sulle etichette Telarc, Azica Records e Continuum, con la recente registrazione delle opere di Bright Sheng con la San Diego Symphony e le esibizioni della Florida Orchestra, Royal Philharmonic e Scottish Chamber Orchestra, una delle quali è stata nominata per un Grammy. La sua esecuzione della prima mondiale della Terza Sinfonia di Ellen Taaffe Zwilich con la New York Philharmonic è inclusa nella collezione "American Celebrations" dell'orchestra. È inoltre uscito un CD in edizione speciale con Ling e la Cleveland Orchestra che eseguono la Sinfonia n. 3 Organo di Camille Saint-Saëns per la ridedicazione del Norton Memorial Organ alla Severance Hall di Cleveland.

## Risultati e riconoscimenti
La maggior parte di questi provengono dal suo sito web ufficiale:
- Nel 1968 ha vinto il Concorso di Giacarta per pianoforte.
- Tra il 1970 e il 1975 ricevette il 3° Sussidio del Fondo di John D. Rockfefeller per studiare alla Juilliard.
- Nell'aprile del 1977 fu insignito della medaglia di bronzo nel Concorso pianistico internazionale Arthur Rubinstein (Gerusalemme, Israele).
- Nel giugno 1978 ricevette un certificato d'onore al Concorso pianistico internazionale di Čajkovskij (Mosca, Russia).
- Nel maggio del 1983 diresse la San Francisco Symphony Youth Symphony in un concerto speciale in onore della Regina Elisabetta II e del Principe Filippo.
- Nel 1985 ricevette il premio Seaver/National Endowment for the Arts Conductor e il Leonard Bernstein Conducting Fellowship a Tanglewood. Successivamente, fu scelto da Leonard Bernstein, che diventò uno dei suoi mentori più importanti, per essere direttore d'orchestra al Los Angeles Philharmonic Institute.
- Nel 1991 suonò l'Inno nazionale degli Stati Uniti con la Florida Orchestra al Super Bowl XXV con la cantante star Whitney Houston, che molti definirono ancora la migliore interpretazione dell'Inno. L'audio e il video di quello spettacolo guadagnarono lo status di disco di platino.
- Nel settembre 2006 la Camera dei rappresentanti degli Stati Uniti presentò un documento del Congresso dei suoi eccezionali risultati nel Campidoglio degli Stati Uniti.
- Il suo "Concerto in tributo e ricordo" con la Cleveland Orchestra per l'11/9 ricevette un Emmy award.[3]
- Nel 1991 fu nominato per il Grammy Award per il suo CD con la Telarc Recording con Rolf Smedvig e la Scottish Chamber Orchestra.